# الدوري البلجيكي الممتاز 1912-13
الدوري البلجيكي الممتاز 1912-13 (بالفرنسية: Championnat de Belgique de football 1912-1913)‏ هو الموسم 18 من  الدوري البلجيكي الممتاز. أقيم بتاريخ 7 سبتمبر 1912، والذي يشرف على تنظيمه الاتحاد الملكي البلجيكي لكرة القدم، وكان عدد الأندية المشاركة فيه  12، وفاز فيه سانت خيلويزي.